# Pietropawłowskaja (Czeczenia)
Pietropawłowskaja (ros. Петропавловская) – stanica w Rosji, w Czeczenii, w rejonie groznieńskim. W 2010 liczyła 4303 mieszkańców.